# Кубок Профессиональной лиги Аргентины по футболу
Кубок Профессиональной лиги Аргентины по футболу (исп. Copa de la Liga Profesional de Fútbol) — ежегодное официальное кубковое соревнование футбольных клубов Аргентины, организованное Ассоциацией футбола Аргентины (АФА) и Профессиональной лигой. Турнир был учреждён в конце 2020 года, став правопреемником аналогичного по структуре Кубка Суперлиги, которая обанкротилась в середине того же года. Решающие матчи первого розыгрыша турнира, который был назван «Кубком Диего Армандо Марадоны», прошли уже в январе 2021 года, но формально этот турнир относится к сезону 2020 года. В турнире принимают участие все клубы, выступающие в текущем сезоне в аргентинской Примере («Профессиональной лиги») — высшем дивизионе чемпионата страны.

## История и формат розыгрыша
В сезонах 2017/18—2019/20 организацией соревнований в аргентинской Примере занималась Суперлига (исп. Superliga Profesional del Fútbol Argentino). В 2019 года был создан новый турнир — Кубок Суперлиги, и в соответствии со своим названием в нём участвовали все команды Примеры (чемпионата Суперлиги). Победителем первого розыгрыша стал «Тигре». Позднее, 14 декабря 2019 года, «Тигре» уступил чемпиону Аргентины «Расингу» в матче за Трофей чемпионов Суперлиги (в отличие от Суперкубка Аргентины чемпиону страны в нём противостоял как раз победитель Кубка Суперлиги).
В марте 2020 года состоялись матчи первого тура Кубка Суперлиги 2019/20, однако турнир был приостановлен, а впоследствии вовсе отменён из-за начавшейся пандемии COVID-19.
В середине 2020 года Супeрлига обанкротилась, и все внутренние турниры в Аргентине перешли под руководство созданной АФА Профессиональной лиги. Аргентине необходимо было определить представителя в Кубке Либертадорес 2021, а также в Южноамериканском кубке 2022. Поэтому был организован Кубок Профессиональной лиги, который по регламенту практически копировал прежний Кубок Суперлиги. Турнир начался 30 октября 2020 года — по совпадению, в день рождения Диего Марадоны, — а 25 ноября величайший аргентинский футболист XX века умер в возрасте 60 лет. Организаторы приняли решение переименовать текущий розыгрыш в «Кубок Диего Армандо Марадоны». Решающие матчи прошли уже в январе 2021 года, и завершились победой любимого клуба Марадоны — «Бока Хуниорс» в финале в серии пенальти оказалась сильнее «Банфилда».
С 12 февраля по 4 июня (дата финала) состоялся второй разыгрыш Кубка Профессиональной лиги, в котором первенствовал «Колон», для которого это был первый титул на высшем уровне в аргентинском футболе.

## Финалы
| Сезон                       | Победитель                                                          | Счёт                                                                | Финалист                                                            | Место финала                                                        |                                                                     |
| --------------------------- | ------------------------------------------------------------------- | ------------------------------------------------------------------- | ------------------------------------------------------------------- | ------------------------------------------------------------------- | ------------------------------------------------------------------- |
| Кубок Суперлиги             |                                                                     |                                                                     |                                                                     |                                                                     |                                                                     |
| 2019                        | Тигре                                                               | 2:0                                                                 | Бока Хуниорс                                                        | «Марио Кемпес», Кордова                                             |                                                                     |
| 2020                        | Приостановлен после 1 тура, а затем отменён из-за пандемии COVID-19 | Приостановлен после 1 тура, а затем отменён из-за пандемии COVID-19 | Приостановлен после 1 тура, а затем отменён из-за пандемии COVID-19 | Приостановлен после 1 тура, а затем отменён из-за пандемии COVID-19 | Приостановлен после 1 тура, а затем отменён из-за пандемии COVID-19 |
| Кубок Профессиональной лиги |                                                                     |                                                                     |                                                                     |                                                                     |                                                                     |
| 2020 Кубок Д. А. Марадоны   | Бока Хуниорс                                                        | 1:1 (пен. 5:3)                                                      | Банфилд                                                             | «Бисентенарио», Сан-Хуан                                            |                                                                     |
| 2021                        | Колон                                                               | 3:0                                                                 | Расинг (Авельянеда)                                                 | «Бисентенарио», Сан-Хуан                                            |                                                                     |
| 2022                        | Бока Хуниорс                                                        | 3:0                                                                 | Тигре                                                               | «Марио Кемпес», Кордова                                             |                                                                     |

## Статистика
С учётом единственного розыгрыша Кубка Суперлиги.
| Клуб                | Титулов | Финалов |
| Бока Хуниорс        | 2       | 1       |
| Тигре               | 1       | 1       |
| Колон               | 1       |         |
| Банфилд             |         | 1       |
| Расинг (Авельянеда) |         | 1       |